# دنیس هیلباند
دنیس هیلباند (انگلیسی: Dennis Hillebrand؛ زادهٔ ۳۰ نوامبر ۱۹۷۹) بازیکن فوتبال اهل آلمان است.
از باشگاه‌هایی که در آن بازی کرده‌است می‌توان به باشگاه فوتبال اف‌اس‌وی فرانکفورت، باشگاه فوتبال وی‌اف‌آر آلن، باشگاه فوتبال گروتر فورث، باشگاه فوتبال قوت-وایس ارفورت، و باشگاه فوتبال روت وایس اهلن اشاره کرد.